# لاسي روبرت جونسون
لاسي روبرت جونسون هو مهندس مدني كندي، ولد في 1854، وتوفي في 1915.